# Faded Memory
Faded Memory (radio edit) è un singolo di Francis Rossi, uscito nel 2010.

## Tracce
1. Faded Memory (Radio Edit) - 3:04 - (F. Rossi; B. Young)

## Formazione
- Francis Rossi (chitarra solista, voce)
- Nicholas Rossi (basso)
- John Edwards (basso)
- Andy Bown (tastiere)
- Guy Johnson (tastiere cori)
- John 'Rhino' Edwards (basso, voce)
- Leon Cave (percussioni)
- Amy Smith (voce)
- Bob Young (Armonica a bocca)